# Confindustria
Confindustria – włoska organizacja pracodawców i przemysłowców założona w 1910 z siedzibą w Rzymie. Pełna jej nazwa brzmi Powszechna Konfederacja Przemysłu Włoskiego (wł. Confederazione Generale dell' Industria Italiana).
Confindustria według stanu na 2011 zrzeszała prawie 149 tysięcy przedsiębiorców, zatrudniających około 5,5 miliona pracowników w branżach wytwórczej, budowlanej, energetycznej, transporcie, nowych technologiach, turystyce i usługach. Wchodzi w jej skład około stu lokalnych stowarzyszeń pracodawców zrzeszonych w 18 regionalnych oddziałach, ponad sto stowarzyszeń branżowych i 25 krajowych federacji branżowych. Jest główną organizacją przedsiębiorców we Włoszech o silnych wpływach politycznych, w 2011 została jednak osłabiona wystąpieniem z jej struktur koncernu samochodowego Fiat.

## Prezydenci Confindustrii
- 1910–1913: Louis Bonnefon Craponne
- 1913–1918: Ferdinando Bocca
- 1918–1919: Dante Ferraris
- 1919–1919: Giovanni Battista Pirelli
- 1919–1920: Giovanni Silvestri
- 1920–1921: Ettore Conti
- 1922–1923: Raimondo Targetti
- 1923–1934: Antonio Stefano Benni
- 1934–1934: Alberto Pirelli
- 1934–1943: Giuseppe Volpi
- 1943–1943: Giovanni Balella
- 1943–1943: Giuseppe Mazzini
- 1944–1945: Fabio Friggeri
- 1945–1955: Angelo Costa
- 1955–1961: Alighiero De Micheli
- 1961–1966: Furio Cicogna
- 1966–1970: Angelo Costa
- 1970–1974: Renato Lombardi
- 1974–1976: Giovanni Agnelli
- 1976–1980: Guido Carli
- 1980–1984: Vittorio Merloni
- 1984–1988: Luigi Lucchini
- 1988–1992: Sergio Pininfarina
- 1992–1996: Luigi Abete
- 1996–2000: Giorgio Fossa
- 2000–2004: Antonio D'Amato
- 2004–2008: Luca Cordero di Montezemolo
- 2008–2012: Emma Marcegaglia[1]
- 2012–2016: Giorgio Squinzi
- 2016–2020: Vincenzo Boccia
- 2020–2024: Carlo Bonomi
- od 2024: Emanuele Orsini